# Берат Албайрак
Берат Албайрак (тур. Berat Albayrak, нар. 1 січня 1978) — турецький бізнесмен і політик. Обіймав посаду голови холдингу Çalık Holding, з 24 листопада 2015 до 9 липня 2018 міністр енергетики Туреччини. Зять президента Туреччини Реджепа Ердогана.

## Життєпис
Народився 1 січня 1978. Батько Берата, Садик Албайрак — турецький політик та журналіст, друг президента Туреччини Реджепа Ердогана. Берат закінчив школу управління бізнесом при Стамбульському університеті.
З 1999 працював у Çalık Holding, у 2002 призначений фінансовим директором американського відділення холдингу. Берат Албайрак повернувся до Туреччини в 2006 році, наступного року його було призначено головою холдингу  , Берат Албайрак обіймав цю посаду до кінця 2013 року .
У 2015 обраний членом Великих національних зборів від партії Справедливості та розвитку, 24 листопада того ж року був призначений міністром енергетики. Обіймав посаду до липня 2018, коли перейшов у крісло міністра фінансів. 8 листопада 2020 у своєму Інстаграм-акаунті опублікував повідомлення про звільнення з поста, спершу цю новину сприйняли з недовірою, але підтвердилися вже наступного дня.

### Особисте життя
У липні 2004 одружився з Есрі Ердоган. У них четверо  дітей: Ахмет Акіф (2006), Еміне Махінур (2009), Садик (2015)  та Хамза Саліх (2020).